# Дюн: Пророчеството
„Дюн: Пророчеството“ (на английски: Dune: Prophecy) е американски научнофантастичен сериал, разработен от Даян Адему-Джон и Алисън Шапкър за Ейч Би О.
Разположен във вселената на Дюн на Франк Хърбърт, сериалът се фокусира върху произхода на Бин Джезърит, могъща социална, религиозна и политическа сила, чиито членове притежават свръхчовешки сили и способности след години на интензивно физическо и психическо обучение. „Дюн: Пророчеството“ е предистория на филма на Дени Вилньов от 2021 г. „Дюн“, който е адаптация на първата половина на едноименния роман от 1965 г. на Франк Хърбърт, като действието се развива около 10 хиляди години преди събитията във филма. Сериалът, който се базира на, но се развива след трилогията „Сестринството на Дюн“ от Брайън Хърбърт и Кевин Дж. Андерсън, е продуциран от „Леджендари Телевижън“, като Шапкър е шоурънър, сценарист и изпълнителен продуцент.
Още по време на придобиването от страна на „Леджендари Ентъртейнмънт“ през 2016 г. на телевизионните и филмовите права върху книжната поредица „Дюн“ започва разработването на филмова адаптация от две части на Дени Вилньов, а „Леджендари Телевижън“ поръчва сериала през 2019 г. като спиноф на филмовите адаптации. През същата година Шапкър е обявена за шоурънър на телевизионната поредица, а по-късно Ана Фьорстър за режисьор. Кастингът се провежда от ноември 2022 г. до юни 2023 г. Записите започват през ноември 2022 г. в Унгария и Йордания и приключват през декември 2023 г.
Премиерата на първия епизод на „Дюн: Пророчеството“ е на 17 ноември 2024 г. по Ейч Би О и Макс, като получава положителни отзиви.

## Сюжет
Действащ 10 000 години преди събитията, описани в „Дюн“, сериалът проследява сестрите Валя и Тула Харконен, докато се борят със сили, които застрашават бъдещето на човечеството, и създават легендарната секта, известна като Бин Джезърит.

## Актьори
- Емили Уотсън – Валя Харконен, върховната майка и лидер на Сестринството.
  - Джесика Бардън – Валя (млада), амбициозна, упорита и силна жена, която мечтае да възстанови благородния статут на семейството си.
- Оливия Уилямс – Тула Харконен, сестра на Валя и преподобна майка.
  - Ема Канинг – Тула (млада).
- Травис Фимел – Дезмънд Харт, харизматичен войник с енигматично минало, който се стреми да спечели доверието на императора за сметка на Сестринството.
- Джоди Мей – императрица Наталия, страховита кралска особа, която обединява хиляди светове чрез брака си с император Корино.
- Сара-Софи Босина – принцеса Инез, независима млада принцеса, справяща се с натиска на отговорността си като наследник на трона на Златния лъв.
- Клои Леа – Лейла, най-младата помощничка в училището на Сестринството.
- Крис Мейсън – Кейран Атреиди, майстор на меча на династия Корино.
- Шалъм Брюн-Франклин – Микаела, свободна жена със силна воля, която служи на кралското семейство, докато копнее за родната планета, която никога не е познавала.
- Марк Стронг – император Хавико Корино, човек от голяма линия императори от военно време, който е призован да управлява Империума и да поддържа крехкия мир.
- Джейд Анука – сестра Теодосия, талантлива и амбициозна помощничка в Сестринството, която крие опасна тайна за миналото си.
- Едуард Дейвис – Хароу Харконен, изгряващ политик от някогашно велико семейство, който таи силно желание да издигне династията си до предишната ѝ слава.
- Джош Хюстън – Константин Корино, незаконният син на Хавико, който е разкъсван между търсенето на одобрението на баща си и собственото си щастие.
- Фаулиен Кънингам – сестра Джен, свирепа, непредсказуема помощничка в обучението в Сестринството, която рядко разкрива емоционалната си същност.
- Ифа Хиндс – сестра Емелин, ревностна помощничка, произлязла от дълга линия мъченици, която носи пламенната религия в обучението си в Сестринството.
- Марк Ейди – Евгени Харконен, чичото на Валя и Тула.
- Табу – сестра Франческа, могъща Бин Джезърит и бивша любовница на императора, чието завръщане в двореца напряга баланса на силите в столицата.
- Джихае Ким – преподобната майка Каша Джинхо, говорещата истина на императора, чиято лоялност към Сестринството е предизвикана.
  - Йерин Ха – Каша (млада).
- Камила Бипут – преподобната майка Доротея, благочестива преподобна майка и внучка на Ракела.
- Кати Тайсън – върховната майка Ракела Берто-Анирул, основателка на Сестринството.
- Барбара Мартен – сестра Авила, помощничка на Валя.
  - Сара Оливър-Уотс – Авила (млада), една от последователките на Доротея.
- Брендан Коуел – херцог Фердинанд Ричезе.
- Хана Халик-Браун – сестра Фаруз, помощничка.
- Флора Монгомъри – преподобната майка Вера, Всевиждащата от династия Ричезе.
- Лора Хауърд – херцогиня Орла Ричезе.
- Теса Бонам Джоунс – лейди Шанъм Ричезе.
- Чарли Ходсън-Приор – лорд Прует Ричезе.

## Епизоди
| № | № | Заглавие                                          | Режисура     | Сценарий                                  | Първо излъчване  | Първо излъчване в България | Рейтинг (в милиони) |
| --- | - | ------------------------------------------------- | ------------ | ----------------------------------------- | ---------------- | -------------------------- | ------------------- |
| 1 | 1 | Скритата ръка ("The Hidden Hand")                 | Ана Фьорстър | Даян Адему-Джон                           | 17 ноември 2024  | 18 ноември 2024            | 0.205               |
| Повече от 10 000 години преди раждането и възнесението на Пол Атреидски, сестрите Валя и Тула Харконен се присъединяват към Орден от жени, обучени да служат на Великите династии на Империума като Всевиждащи. Когато върховната майка Ракела Берто-Анирул умира, след като получава видение, Валя използва Гласа, за да принуди Доротея, внучката и наследница на Ракела, да се самоубие, преди да успее да унищожи програмата за размножаване на Сестринството. Тридесет години по-късно Валя, сега върховна майка, урежда стажантката принцеса Инез, дъщеря на император Хавико Корино, да се омъжи за деветгодишния Прует Ричезе, което ще стабилизира имперската кръвна линия за поколения, като същевременно ще засили имперския контрол над пустинната планета Аракис и неговата безценна подправка. Имперската Всевиждаща Каша Джинхо има обезпокоителни видения след среща с войника Дезмънд Харт, който твърди, че базираните в Империята бунтовници, а не местните Свободни, са отговорни за засадата, която е унищожила целия му полк. Валя отхвърля предупрежденията на Каша. Инез прави секс с майстора на меча на династия Корино Кейран Атреидски. След разговор с Хавико, който разкрива безпокойството си от брака на Инез, Дезмънд се среща с Прует и използва „велика сила“, за да го умъртви, атака, която едновременно умъртвява Каша. Валя открива тялото на Каша, което я кара да си спомни виденията на Ракела. |   |                                                   |              |                                           |                  |                            |                     |
| 2 | 2 | Два вълка ("Two Wolves")                          | Джон Камерън | Елизабет Падън и Кор Адана                | 24 ноември 2024  | 25 ноември 2025            | 0.142               |
| След неубедителната аутопсия на Каша, Валя тръгва с Теодосия, за да навести принцеса Инез. Наталия ядосва Фердинанд, като твърди, че смъртта на Прует е случайна. Дезмънд, който твърди, че пясъчен червей го е погълнал, казва на Хавико, че е убил Прует вместо него; обезпокоен, Хавико го арестува, но Наталия предлага да използват силите на Дезмънд. Валя кара Тула да подложи протежето си, праправнучката на Ракела Лейла, през ритуала на агонията, за да отключи Другата памет и да се свърже с Ракела. Лейла вижда как Валя убива баба ѝ Доротея, поразява се и привидно умира. Константин прави секс с Шанън Ричезе и разкрива участието на Дезмънд в убийството на Прует. Валя носи новини за смъртта на Каша. Хавико крие вината на Дезмънд. Валя разпитва Дезмънд, който признава и за двете убийства. Кейран копира схемата на двореца и се разкрива като антиимперски бунтовник. Инез казва на Кейран, че веднъж бунтовниците са отвлекли нея и Константин. Фердинанд заплашва Хавико. Дезмънд го изгаря като предупреждение. Шпионинът на Валя, сестра Микаела, идентифицира Кейран като бунтовник. Валя казва, че Сестринството може да предаде бунтовниците, които тайно е подкрепяло на Аракис. Дезмънд се изправя срещу Валя, казвайки, че ще унищожи Ордена. Тя използва Гласа, за да го принуди да се самоубие, но той успешно се съпротивлява. Шокирана, тя се оттегля.                                         |   |                                                   |              |                                           |                  |                            |                     |
| 3 | 3 | Сестринството над всичко ("Sisterhood Above All") | Неизвестно   | Моника Овусу-Брин и Джордън Голдбърг      | 1 декември 2024  | 2 декември 2024            | Неизвестно          |
| |   |                                                   |              |                                           |                  |                            |                     |
| 4 | 4 | Роден два пъти ("Twice Born")                     | Неизвестно   | Кевин Лау и Сюзън Рубел                   | 8 декември 2024  | 9 декември 2024            | Неизвестно          |
| |   |                                                   |              |                                           |                  |                            |                     |
| 5 | 5 | Неизвестно                                        | Неизвестно   | Карлито Родригес и Лия Бенавидес Родригес | 15 декември 2024 | 16 декември 2024           | Неизвестно          |
| |   |                                                   |              |                                           |                  |                            |                     |
| 6 | 6 | Неизвестно                                        | Неизвестно   | Елизабет Падън и Сюзън Рубел              | 22 декември 2024 | 23 декември 2024           | Неизвестно          |
| |   |                                                   |              |                                           |                  |                            |                     |

## Производство

### Разработване
През ноември 2016 г. „Леджендари Ентъртейнмънт“ придобива филмовите и телевизионните права върху романа „Дюн“ (1965) на Франк Хърбърт. Компанията се свързва с Дени Вилньов с предложение да режисира филмовата адаптация, разделена в две части. Вилньов е потвърден за режисьор през февруари 2017 г. „Леджендари Телевижън“ обявява поръчка за сериал през юни 2019 г., продуциран за тогавашната стрийминг платформа на „Уорнърмедия“ Ейч Би О Макс, който да се фокусира върху Ордена Бин Джезърит и да служи като предистория на филма от 2021 г. „Дюн“, базиран на „Сестринството на Дюн“ от Брайън Хърбърт и Кевин Дж. Андерсън и на „Дюн“ от Франк Хърбърт. Вилньов трябва да режисира и продуцира сериала с Джон Спайтс, който да напише сценария. И двамата са обявени за изпълнителни продуценти заедно с Байрън Мерит, Ким Хърбърт, Кевин Дж. Андерсън и сина на Хърбърт, Браян. Вилньов казва: „Бене Джезерит винаги са били завладяващи за мен. Фокусирането на сериала около този могъщ женски орден изглежда не само уместно и вдъхновяващо, но и динамична обстановка за телевизионния сериал“.
Малко след обявяването си, проектът получава критики за липсата на женски рекламни послания, с изключение на внучката на Хърбърт, Ким Хърбърт. Дана Калво е наета през юли 2019 г., за да служи като шоурънър заедно със Спайтс. През ноември 2019 г. Спайтс напуска поредицата, за да се съсредоточи върху „Дюн: Част втора“ (2024). „Холивуд Рипортър“ съобщава, че компанията „Леджендари Ентъртейнмънт“ не е доволна от ранната работа на Спайтс като шоурънър и поради тази причина е отстранен. През юли 2021 г. Даян Адему-Джон е наета за шоурънър. С напредването на продукцията на „Дюн: Част втора“ Вилньов споделя, че не може да режисира сериала, и е заменен от Йохан Ренк като режисьор на първите два епизода през април 2022 г. Малко след началото на продукцията Даян Адему-Джон напуска позицията на шоурънър, но остава като изпълнителен продуцент, а Алисън Шапкър остава единственият шоурънър на сериала. През февруари 2023 г. Ренк напуска като режисьор, което води до прекъсване на проекта. Той е заменен през юни от Ана Фьорстър, която ще режисира няколко епизода, включително пилотния. През ноември 2023 г. поредицата получава заглавието „Дюн: Пророчеството“ и трябва да бъде пусната в стрийминг услугата на „Уорнър Брос Дискавъри“ Макс. През ноември 2024 г. Шапкър обяснява, че сериалът ще изследва множество периоди от време, като миналото на героите е адаптирано от романната трилогия „Великите училища на Дюн“, а настоящата времева линия е оригинална за телевизионния сериал.

### Кастинг
През октомври 2022 г. Емили Уотсън, Шърли Хендерсън, Индира Варма, Сара-Софи Босина, Шалъм Брюн-Франклин, Фаулиен Кънингам, Ифа Хиндс и Клои Леа са избрани да участват в сериала. През следващия месец Травис Фимел се присъединява към актьорския състав. На 1 декември 2022 г. на Марк Стронг, Джейд Анука и Крис Мейсън са поверени главните роли. По-късно през същия месец е обявено, че Джош Хюстън и Едуард Дейвис се присъединяват с поддържащи роли. По време на напускането на Ренк през февруари 2023 г. Хендерсън също напуска продукцията. През юни Оливия Уилямс е избрана да замени Хендерсън, а Джоди Мей заменя Варма, която напуска сериала поради конфликти в графика. През май 2024 г. е обявено, че Табу се присъединява към актьорския състав на сериала като сестра Франческа, Джихае Ким е избрана за ролята на преподобната майка Каша, а Джесика Бардън е избрана за по-младата версия на Валя. По-младите версии на Тула, Франческа и Каша са изиграни съответно от Ема Канинг, Чаритра Чандран и Йерин Ха. Марк Ади играе Евгени Харконен, чичото на Валя и Тула.

### Заснемане
Първоначално снимките на сериала са насрочени за 2 ноември 2020 г. в Будапеща и Йордания. Производството започва на 22 ноември 2022 г. под работното заглавие „Дюн: Сестринството“, като Ренк потвърждава началото в своя акаунт в Инстаграм. През юли 2023 г. „Дедлайн Холивуд“ съобщава, че след зимна пауза продукцията е възобновена в Будапеща на фона на стачките в САЩ на сценаристите и на актьорите. Снимките приключват декември 2023 г., като Пиер Джил служи като главен оператор. Джил не използва технологията за виртуална продукция „СтейджКрафт“, която преди това използва в телевизионния сериал „Пърси Джаксън и боговете на Олимп“, тъй като продукцията разчита предимно на практични декори и производствени стойности.

### Музика
Йоун първоначално е нает да композира музиката на сериала. Въпреки това през октомври 2023 г. Фолкър Бертелман е нает за композитор на партитурите.

### Маркетинг
Макс пуска тийзър на поредицата на 15 май 2024 г. На 18 юли 2024 г. е пуснат вторият тийзър на сериала. На 17 октомври 2024 г. е излъчен официалният трейлър на сериала по време на събитието „Ню Йорк Комик Кон“.

## Премиера
Първоначално за премиера в стрийминг услугата Макс, „Дюн: Пророчеството“ е ребрандиран като Ейч Би О Ориджиналс през юли 2024 г. и е пуснат в Макс и излъчен по Ейч Би О на 17 ноември 2024 г. На следващия ден е достъпен в България със субтитри на български език.

## Прием
Уебсайтът за събиране на рецензии Rotten Tomatoes отчита 69% рейтинг на одобрение със среден рейтинг 6,7/10, въз основа на 70 рецензии на критици. Консенсусът на критиците на уебсайта гласи: „Основан на надеждно страхотни изпълнения на Емили Уотсън и Оливия Уилямс, „Дюн: Пророчеството“ няма пикантността на филмите на Дени Вилньов, но компенсира с пристрастяващо опасна дворцова интрига“. Metacritic, който използва претеглена средна стойност, дава резултат от 64 от 100 въз основа на 34 критици, което показва „като цяло благоприятни“ отзиви.